# Kaufmann im Eisenbahn- und Straßenverkehr
Der Kaufmann im Eisenbahn- und Straßenverkehr ist in Deutschland ein staatlich anerkannter Ausbildungsberuf nach Berufsbildungsgesetz.

## Ausbildungsdauer und Struktur
Die Ausbildungsdauer zum Kaufmann im Eisenbahn- und Straßenverkehr beträgt in der Regel drei Jahre. Die Ausbildung erfolgt an den Lernorten Betrieb und Berufsschule.

## Arbeitsgebiete
Kaufleute im Eisenbahn- und Straßenverkehr arbeiten in Unternehmen, die Verkehrs- und Infrastrukturleistungen für Straße und Schiene anbieten. Das sind beispielsweise Speditionen, öffentliche Verkehrsbetriebe, aber auch private Eisenbahngesellschaften sowie Post- und Kurierdienste.
Sie arbeiten dort in der kaufmännischen Steuerung, im Marketing, kümmern sich um Qualitätsmanagement, Personalverwaltung, Einkauf und Materialwirtschaft. Ihre Tätigkeit umfasst die Planung und den Verkauf von Verkehrsdienstleistungen. Sie sind aber auch mit dem Rechnungswesen und dem Controlling in ihrem Unternehmen befasst. Vereinzelt organisieren und überwachen sie die Transporte im Personen- und Güterverkehr.

## Entwicklung
Der Beruf wurde zunächst stark nachgefragt. In den letzten Jahren wurden jedoch keine Ausbildungsverträge mehr abgeschlossen. Fraglich ist daher, ob der Beruf weiter benötigt wird.